# Corte Grimani Ricciuti
La corte Grimani, citata anche come corte Grimani Ricciuti dalla famiglia che ne è ultima proprietaria o, popolarmente, il palazzon, è un complesso architettonico situato a Pettorazza Grimani, piccolo centro abitato in provincia di Rovigo a ridosso del fiume Adige. Dopo l'istituzione del nuovo comune, a seguito della creazione delle suddivisioni della provincia di Rovigo del Regno Lombardo-Veneto, nel 1820 uno dei fabbricati al suo interno fu il primo municipio di Pettorazza.
Il complesso, che ha origine nei primi edifici sorti nel XVI secolo addossati all'ansa del fiume prima del raddrizzamento del suo alveo, venne sviluppato su iniziativa di Grimani, famiglia della nobiltà nobiltà veneziana che qui stabilì i propri possedimenti terrieri ai margini del territorio allora controllato dai Papafava. Il suo espandersi nei tempi successivi, fu elemento aggregante nella popolazione del territorio a creare l'originale borgo, a quel tempo indicato come San Giovanni e mutato all'inizio del secolo successivo in Ca' Grimani, integrando l'edificio principale adibito ad abitazione e una serie di fabbricati di servizio, tra i quali le barchesse, con i vari magazzini, fienili e granai che cingono la grande corte.

## Storia
L'imponente complesso architettonico della corte noto in paese come “Palazzon”, è circondato dallo stesso ambiente che l'ha visto sorgere alcuni secoli or sono, oggi è situato nei pressi del vecchio ingresso del paese collegato alla strada arginale dell'Adige, dal quale dista poche decine di metri.
È difficile risalire alla data di costruzione della villa anche se è possibile individuare due date legate alla vendita di alcuni latifondi del Polesine, le cosiddette Valli d'Adria, ai Grimani, le due date in questione sono:
- il 24 agosto 1524 quando il Consiglio generale di Adria decise di livellare le Valli d'Adria ad Antonio Grimani figlio di Vincenzo alla modica cifra di 10 ducati annui, corrispondenti a 24 grammi d'oro per l'affitto annuo di almeno 3.000 Ha di valli, l'esiguità della cifra trova giustificazione nel fatto che agli abitanti di Adria doveva essere garantito il diritto di vagantivo su quelle terre;
- il 9 ottobre 1560, quando la famiglia Grimani affrancò il canone annuo corrispondendo al comune di Adria 200 ducati.

I Grimani quindi ebbero la necessità di costruire un'abitazione in territorio polesano, forse proprio quella che sarebbe diventata Corte Grimani.
Il 2 agosto 1989 L'allora Ministero per i beni culturali e ambientali ha sottoposto Corte Grimani ai vincoli di tutela monumentale ai sensi della legge 1º giugno 1939 n. 1089, grazie al riconosciuto valore storico ed artistico del grande complesso.

## Descrizione

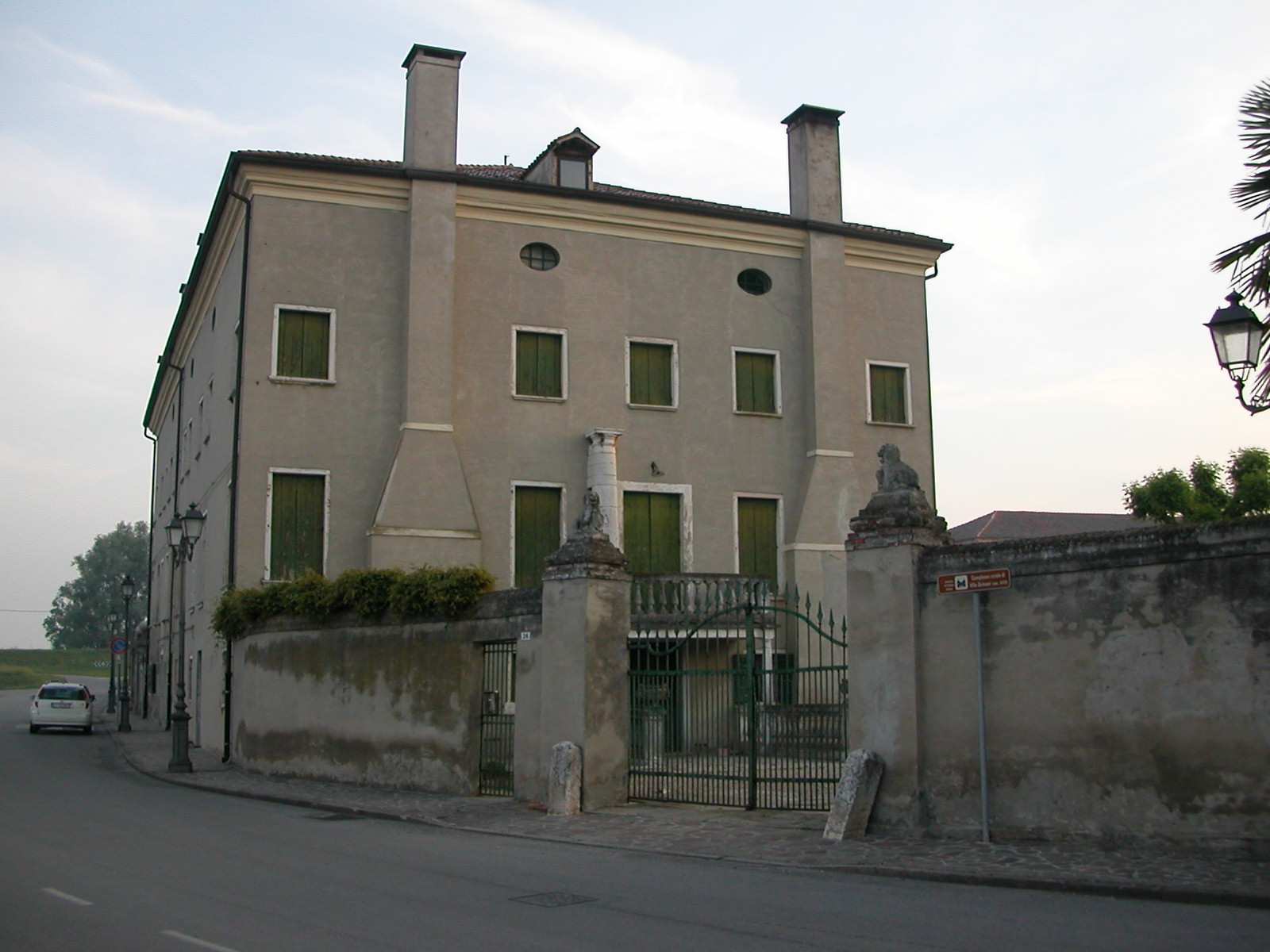
La villa, o palazzo padronale.

Il palazzo padronale (alla cui destra si trova l'ingresso alla corte) è ubicato direttamente sulla strada ed è sprovvisto di un viale d'accesso, in netto contrasto con le altre realizzazioni architettoniche dell'epoca, volte ad attribuire un ruolo di centralità e rappresentanza alla villa padronale.
La dimora principale risulta formata da un unico blocco, sviluppato su tre piani più il piano sottotetto, che è illuminato da occhi ovali piuttosto radi rispetto alle finestre sottostanti.
La casa padronale è caratterizzata da una regolarità geometrica priva di dettagli decorativi degni di rilievo, le uniche particolarità si trovano nella facciata interna, (che in origine doveva trattarsi di un fianco) scandita simmetricamente da due canne fumarie aggettanti che incorniciano la scala che porta al piano nobile, su una delle canne fumarie del lato sud esistono ancora le tracce di un'antica meridiana, un altro particolare è dato inoltre dal cornicione sottotetto.
La facciata era affrescata con disegni a motivi tzigani ma il rifacimento dell'intonaco ne ha cancellato le tracce, visibili fino a qualche decina di anni fa.
Infine una stravagante caratteristica del palazzo è data da una colonna a ridosso della porta d'accesso (datata 1820) svincolata da qualsiasi progetto artistico e avente come unico scopo l'occultamento di un tubo di scarico.
La terrazza e la balaustra che segnano l'ingresso mostrano caratteri posteriori a quelli dell'edificio, che emerge per la sua compattezza di volume e sembra quasi voler nascondere l'originalità e la vastità degli edifici interni.
Ciò è dovuto principalmente allo stretto legame tra Villa Veneta e Campagna che contraddistingue la maggior parte delle “ville venete” del Polesine, di carattere più rurale che aulico.
Qui come in altri grandi complessi vicini, la struttura della Villa è influenzata dalle esigenze imposte dal ruolo di tenuta agricola da sempre rivestito dalla corte.
Non si è a conoscenza della data di edificazione degli edifici ma è certo che il palazzo è più antico degli altri immobili, tutti di matrice settecentesca, e una mappa conservata presso l'Archivio di Stato di Venezia datata 20 maggio 1687 lo conferma.
La carta mostra un progetto di deviazione del corso del fiume che in quel tratto effettuava un'ampia ansa, rettificata a partire dal 1782, e raffigura la sola facciata del palazzo che sorgeva proprio nel punto terminale dell'ansa.
Un'altra carta conservata all'Archivio di stato di Venezia e riguardante il nuovo corso dell'Adige dopo i lavori di rettifica, riporta la facciata della dimora padronale denominata “Casa della N.S. Loredana (Mi.ª ?) Grimani K.ª Morosini”.
L'edificio pesantemente rimaneggiato nel tardo-settecento, “presenta una tessitura muraria coerente con i criteri funzionali e distributivi dell'insediamento veneto di campagna, conferendo alla centralità geometrica e spaziale dell'approccio interno la tradizionale funzione del disimpegno e dello smistamento degli ambienti d'uso.”
Non è dato sapere chi ha progettato l'immobile e ignoto è anche il nome di chi ha progettato gli altri edifici che compongono il grandioso e monumentale complesso, ossia l'edificio sormontato da torretta (sul retro del palazzo), il grande edificio i cui ambienti erano adibiti a cantina e granaio, l'essiccatoio (di cui rimangono pochi resti), il “Paradiso” nome dato al solo granaio e che oggi designa l'intero edificio (sul lato opposto alla casa padronale), e le scuderie, una costruzione le cui due ali si uniscono dando vita ad una sorta di cuneo.
Oltre al già citato palazzo padronale, il complesso di Corte Grimani si compone di altri imponenti edifici compresi i resti dell'essiccatoio ora non più esistente.

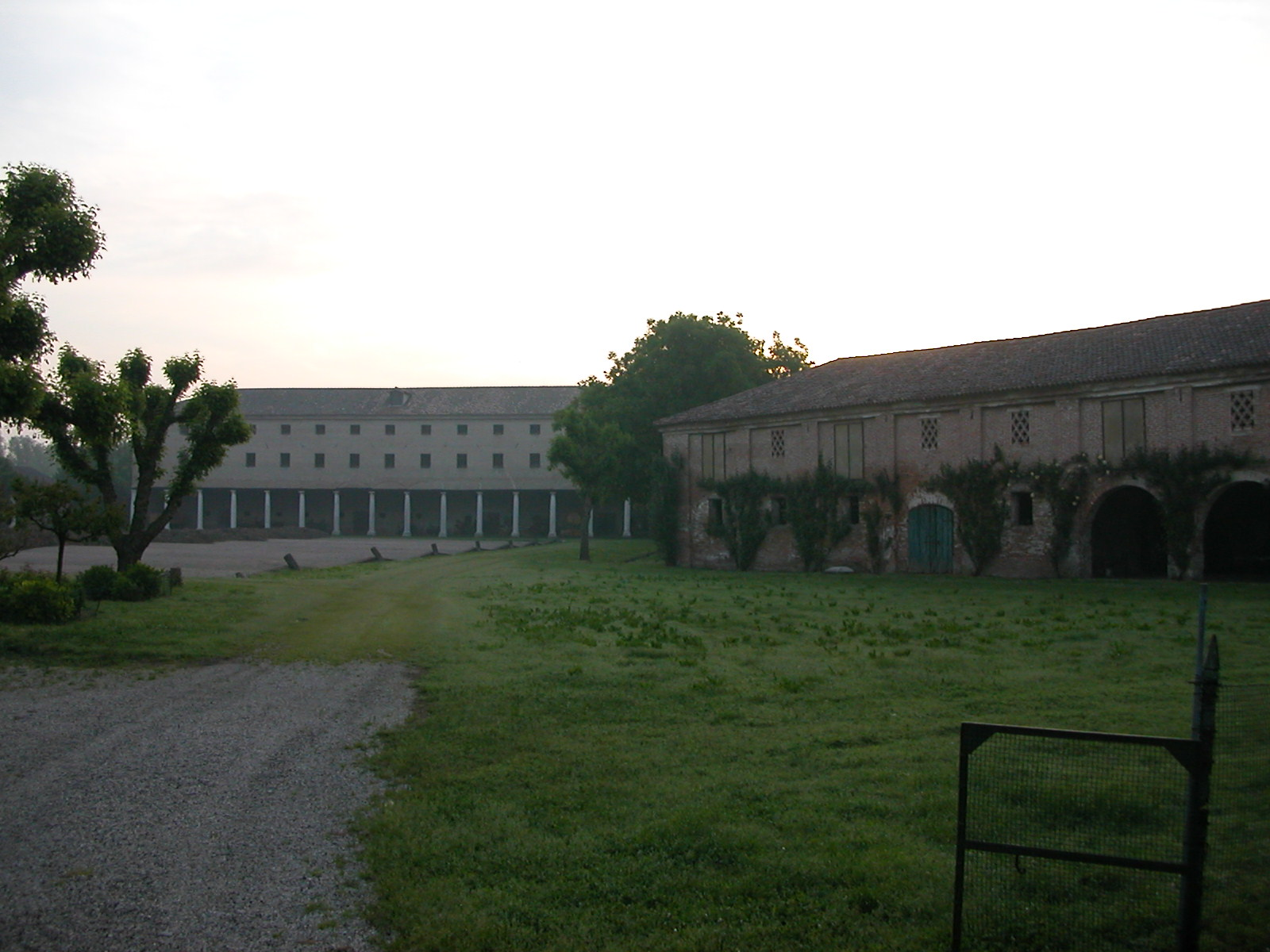
Cortile interno e barchessa di destra.

La corte è delimitata a nord e a est da due imponenti edifici adibiti a granai e dalle residenze dei salariati e a sud dalle scuderie, del complesso faceva parte anche un oratorio oggi non più esistente.
Gli spazi adibiti a granaio rivestono un volume complessivo di circa 28.000 metri cubi e ciò fa riflettere sulla produttività delle terre circostanti di proprietà dei Grimani.
Sul lato settentrionale si erge l'edificio più ampio della corte (m.56 x 14,20) una barchessa di imponenti dimensioni, i cui volumi sono disposti su tre piani coperti con tetto a padiglione. L'edificio è stato eretto nel XVIII secolo, il piano terra è scandito ritmicamente da una serie di dodici ampie ed eleganti arcate a tutto sesto, metà delle quali si presentano cieche, la facciata è inoltre segmentata verticalmente da lesene, interrotte da due fasce marcapiano orizzontali, inoltre in posizione centrale è presente lo stemma della famiglia Grimani.
Nel seminterrato sono ospitate ampie cantine, ove sono alloggiate enormi botti di legno ed altre, più recenti, in cemento, una particolarità è data da una vasca al centro della quale si erge un largo tubo collegato direttamente ad una falda sotterranea.
Questo particolare sistema idraulico permetteva di sapere in anticipo quando il livello dell'Adige si alzava. Un tombino nel pavimento della cantina serviva inoltre a controllare il livello del fiume evitando che l'acqua invadesse la cantina quando l'Adige era in piena.
A ovest della barchessa sorge l'edificio con torretta e vi si collega architettonicamente riprendendo il caratteristico tetto a padiglione e, in facciata, il motivo a lesene con porticato ad archi.
Un tempo il piano terreno era destinato a rustico, mentre il lato occidentale ospitava un'abitazione.
La facciata è scandita da sei lesene che incorniciano altrettante arcate al piano terra, la presenza di un'arcata cieca (la seconda da sinistra) marca la suddivisione tra gli ambienti adibiti ad abitazione e quelli adibiti alle quotidiane attività della corte.
Il piano terra è oggi destinato ad officina e conserva alcuni macchinari di inizio secolo, tra cui un antico trapano a colonna e un antico tornio a puleggia, il piano superiore era infine adibito a granaio.
Sempre al piano terra si trovava la fucina del fabbro, caratterizzata dal colore nero e fuligginoso delle pareti.
Sul lato occidentale dell'edificio è addossata una torretta coronata da una merlatura irregolare, l'immobile è datato al 1805 e fu la prima sede municipale del comune a partire dal 1820.
La torretta ospitava un antico orologio con ingranaggi in legno, di cui rimangono pochissimi resti, su di essa sono ancora visibili un cartiglio in intonaco e il supporto di una campanella che serviva a richiamare la gente dai campi.
È inoltre presente un altro stemma della famiglia Grimani, anche se alcuni lo attribuiscono alla famiglia Gattemburg, che nell'Ottocento era proprietaria del complesso rurale.

### L'essiccatoio
Ad est rispetto alla barchessa, sono presenti quattro colonne bianche in pietra d'Istria, unica testimonianza superstite di un fabbricato non più esistente: l'essiccatoio.
Le quattro colonne lo legavano organicamente all'edificio del Paradiso e mitigavano il passaggio dagli spazi vuoti di questo agli spazi pieni dati dalle arcate cieche della barchessa.
La presenza di elementi di grande pregio architettonico come le colonne doriche conferisce senza dubbio un aspetto aulico e classicheggiante ad una struttura di servizio come l'essiccatoio, che aveva una pianta circolare del diametro interno di 7 metri ed era provvisto di una camera di essiccamento alta 70 centimetri.
Sul tetto due grandi fori servivano ad attrarre l'aria che poi veniva riscaldata da un fornello alimentato a carbone coke e convogliata nella camera di essiccazione da un particolare ventilatore.
All'interno, la camera era provvista di una rete metallica sostenuta da appositi cavalletti metallici, è stato appurato che uno strato di 25 cm. di granoturco, pari a 300 ettolitri, veniva essiccato in circa due ore.
La normale temperatura di essiccazione era di 60° centigradi ma poteva salire fino ad 80° per un lavoro più veloce, la costruzione di tale edificio si rese necessaria ed indispensabile per le particolari condizioni climatiche della zona caratterizzata da autunni umidi e piovosi che impedivano la normale essiccazione delle granaglie sull'aia, una volta essiccate le granaglie venivano trasportate ai mulini natanti per la macinazione.
Verso i primi anni del ‘900 l'essiccatoio fu trasformato in un forno a causa della progressiva perdita della centralità produttiva della corte e a causa della graduale comparsa sul territorio di piccole e medie aziende direttamente condotte da famiglie rurali.
Dietro l'essiccatoio c'era la chiesa di S.Salvatore, demolita nel 1889 a causa di continue infiltrazioni d'acqua e per far posto ai lavori di potenziamento dell'argine, su cui fu costruito uno schermo protettivo in pietra.
I Gattemburg-Morosini, proprietari terrieri subentrati ai Grimani, finanziarono la costruzione di una nuova chiesa tra il 1889-1890 che fu dedicata a S. Giuseppe sposo di Maria.
Nella parrocchiale sono conservati tele e suppellettili che originariamente appartenevano alla Chiesa di S.Salvatore, la chiesa conserva inoltre le spoglie dei martiri S. Mustolo e S. Felicita, probabilmente portate a Pettorazza dai nobili veneziani.
Una leggenda locale vuole che piova ogni volta che le spoglie dei due martiri vengono esposte in pubblico. Si narra che un tempo i Santi venissero esposti durante i periodi di siccità che potevano compromettere i raccolti.
Infine nella Cappella dell'Addolorata, a destra dell'altare maggiore vi è una cripta nella quale sono custoditi i sarcofagi di Loredana Gattemburg-Morosini e di sua madre Elisabetta Morosini.

### Il "Paradiso"
L'edificio chiude ad est il complesso architettonico della corte e si distingue da tutti gli altri immobili per l'originalità della struttura.
Il nome gli deriva dall'appellativo con cui si definiva il granaio sito all'ultimo piano, un vero e proprio paradiso per i braccianti costretti a trasportare grosse quantità di grano (101 kg) fin lassù, la scala dapprima ripida e poi sempre più dolce conduce all'enorme locale che costituisce il granaio vero e proprio, il Paradiso appunto, uno dei luoghi più suggestivi di tutto il Polesine.
Sulle pareti del granaio permangono numerosi graffiti realizzati dai contadini nel corso del tempo, a testimonianza del duro lavoro quotidiano e della profonda religiosità di questi lavoratori.
La peculiarità della struttura è data dallo straordinario loggiato di sedici bianchissime colonne doriche in pietra d'Istria, molto probabilmente provenienti da una demolita villa dei Morosini a Venezia e trasportate fino a Ca' Grimani dopo essere state sezionate in vari pezzi per stivarle nelle antiche imbarcazioni dette “burchielli”, che risalivano la corrente dell'Adige a colpi di remi e trainate da robuste corde le “alzane”, assicurate a lunghe file di cavalli che percorrevano le strade arginali delle due sponde fluviali in senso opposto al deflusso della corrente.
Di particolare pregio architettonico è il sistema a capriate che sostiene il tetto, “la vastità dell'area ha imposto un laborioso impegno di carpenteria: la trama del tetto a travi inclinate (puntoni) orizzontali (catene) e verticali (ometti) è perfetta” come perfetta è la lavorazione ad incastro a coda di rondine delle lunghe travi” particolari che dimostrano la perizia dei costruttori e che hanno garantito nel tempo l'integrità dell'immobile.
Le travi del loggiato esterno recano tracce di antichi affreschi che un tempo decoravano l'intera trabeatura interna del loggiato con motivi ornamentali e floreali.
Rilevante è inoltre l'estrema elasticità della pavimentazione che risulta facilmente percepibile al semplice calpestio.

### Le scuderie

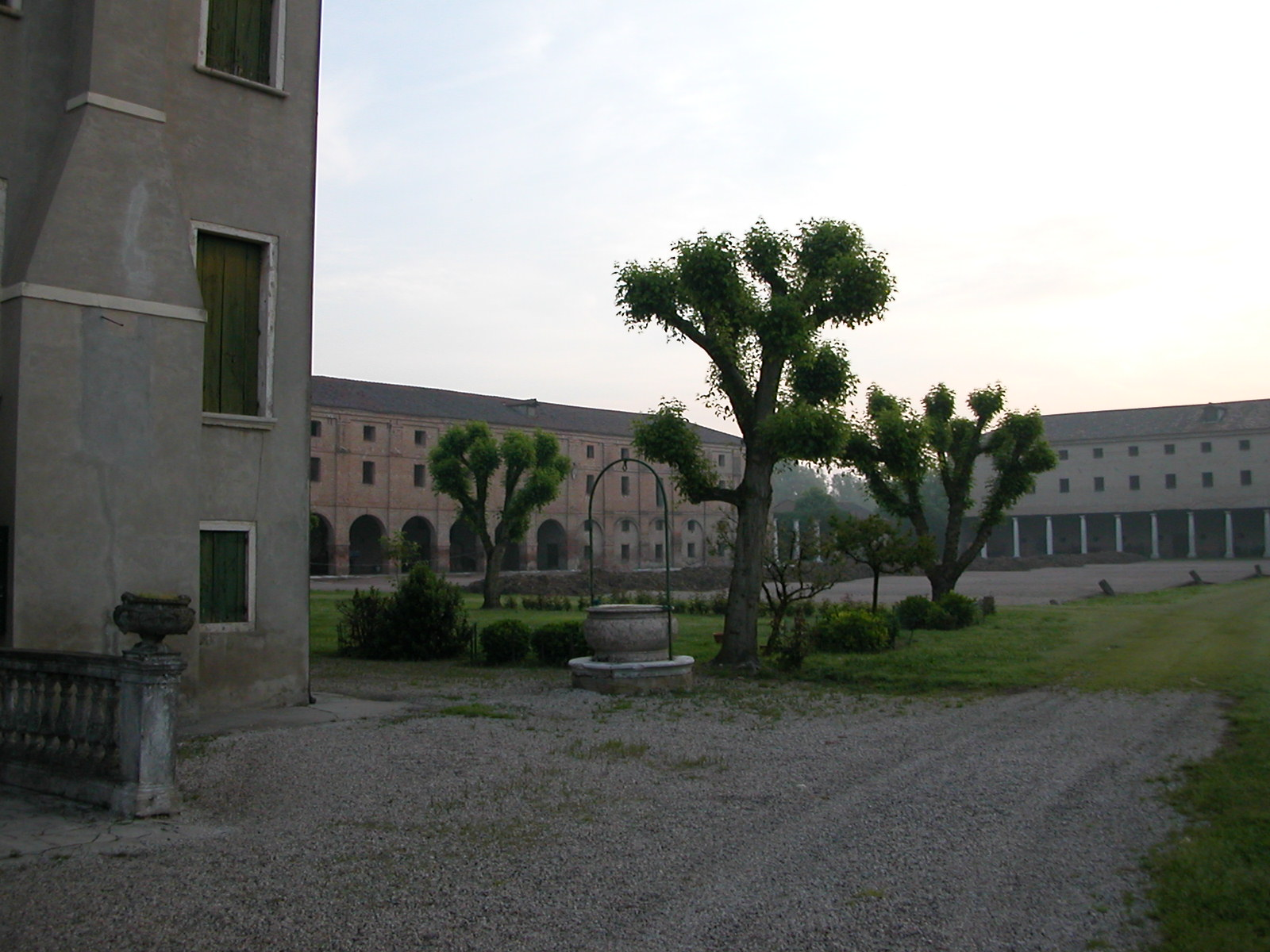
Vista sulla grande corte centrale.

Il complesso architettonico di corte Grimani è delimitato a sud dagli edifici delle stalle “alloggiate in una costruzione le cui due ali si uniscono dando vita ad una sorta di cuneo” in contrasto con l'andamento fortemente geometrico ed equilibrato degli altri edifici.
L'edificio è a due piani, in quello superiore veniva depositato il fieno e le aperture a forma di croce servivano per far passare l'aria.
In quello inferiore c'erano i cavalli e partire dagli inizi del ‘900 l'immobile divenne rimessa per le auto dei proprietari e le arcate furono chiuse per recuperare spazio nel parco.

### L'aia
Nel cortile d'ingresso si trovano due vere da pozzo in marmo, la prima sembra essere di periodo gotico ed ha una funzione ormai puramente decorativa, infatti reca scolpito uno stemma a sei fiori con le iniziali “A.L”, la seconda è rimasta efficiente fino al 1949 e garantiva l'approvvigionamento idrico agli abitanti del paese.
“L'annessa aia in cui si svolge l'attività lavorativa dell'azienda agricola, costituisce un unicum organico con il corpo edificato” essa infatti costituisce il trait d'union tra i vari edifici accomunati dalla comune vocazione rurale ma estremamente eterogenei dal punto di vista architettonico. Realizzata interamente in cotto, nel 1889 fu ampliata con parte della pavimentazione di marmo proveniente dalla demolita chiesa di S.Salvatore.
Un antico arazzo in seta riproduce l'originaria struttura del complesso nel 1830,
nella riproduzione compare una torre situata all'interno della vasta aia, proprio di fronte allo stabile del “paradiso”, di quest'ultima rimane soltanto una testimonianza fotografica riprodotta in una cartolina postale del 1924.